# کنینی
کنینی (به لاتین: Konini) یک حومه شهر در نیوزیلند است که در Waitakere City واقع شده‌است.